# 亞運會賽場站
亞運會賽場站（：／ Asiadeu-gyeonggijang yeok */?）副站名公村十字路口（공촌사거리），是仁川地鐵2號線沿線的一座地下車站，位於韓國仁川廣域市西區連喜洞。

## 車站結構
站體為2面2線側式月台的地下車站，候車月台設有月台幕門，並有4處出口。

### 月台配置
| 黔石 ↑   |
| \| 上    |
| ↓ 西區廳 |

| 月台 | 路線               | 目的地                                       |
| ---- | ------------------ | -------------------------------------------- |
| 上行 | ●仁川都市铁道2号线 | 黔岩、黔丹梧柳方向                           |
| 下行 | ●仁川都市铁道2号线 | 西區廳、石南、朱安、萬壽、南洞區廳、雲宴方向 |

## 歷史
- 2016年7月30日：落成啟用[1]。

## 車站周邊
- 仁川西串初等學校
- 西串中學
- 仁川設計高校
- 連喜洞住民中心
- 仁川延世醫院
- 仁川亞運主體育場

## 圖片

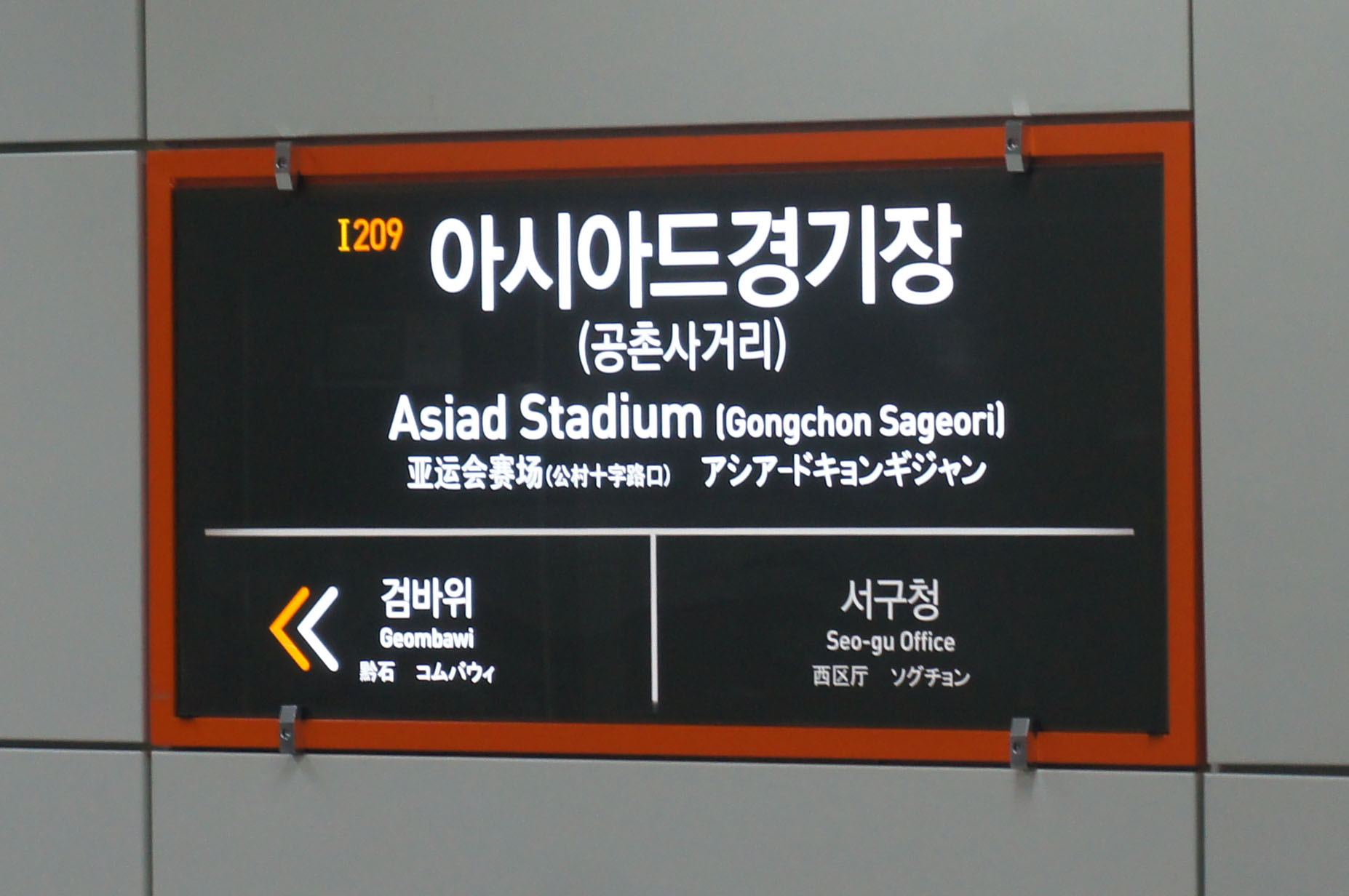
站名牌
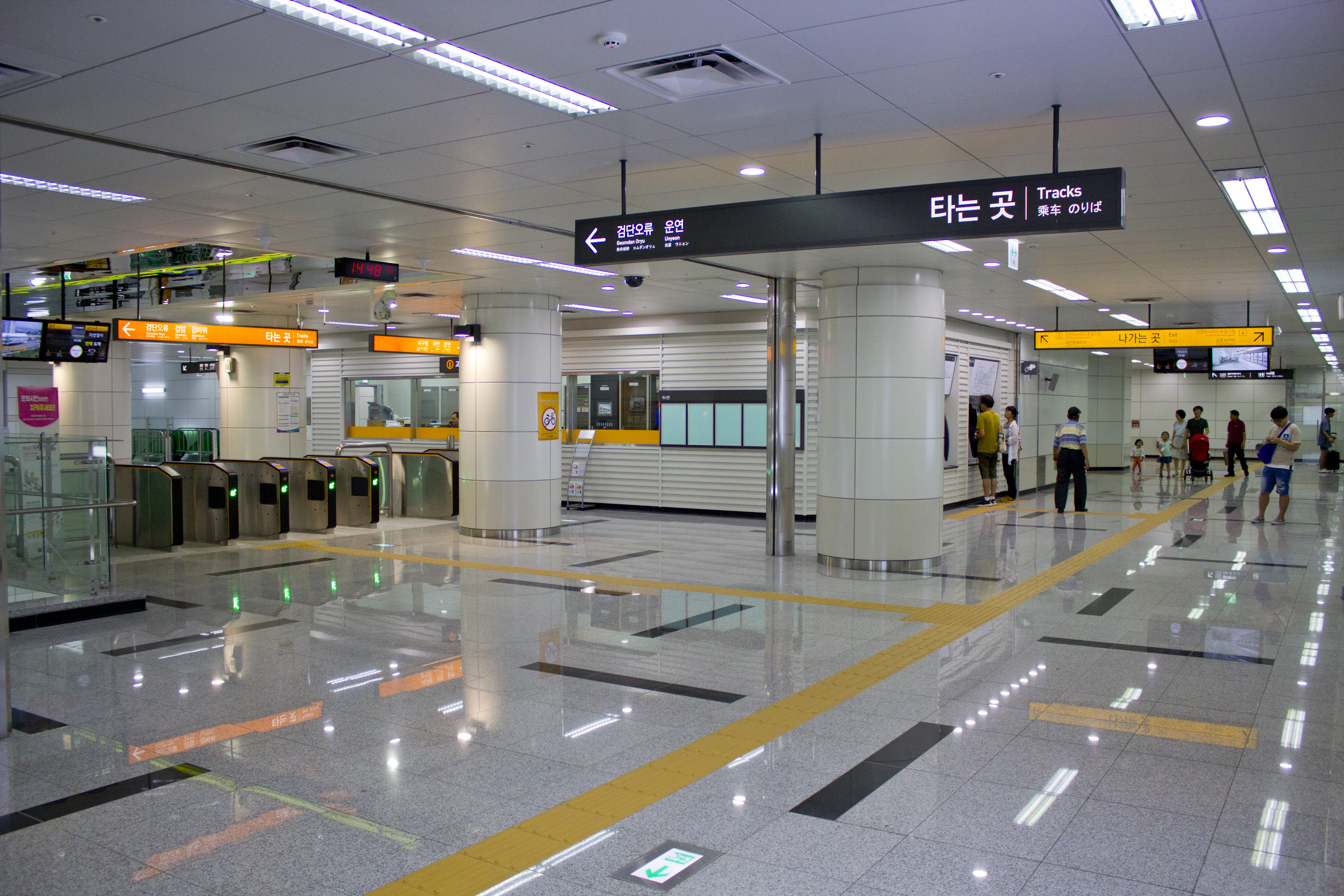
車站大廳
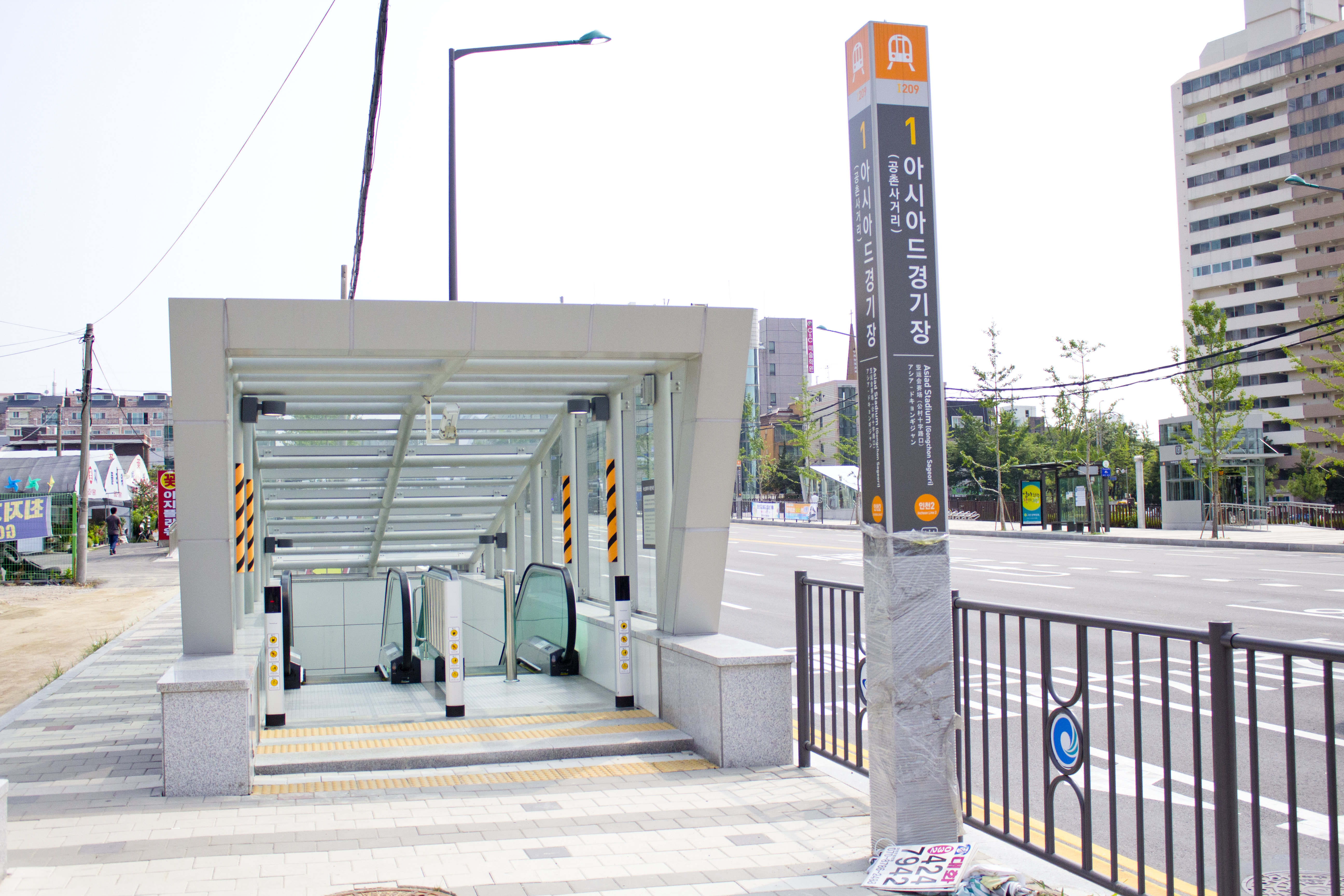
1號出口
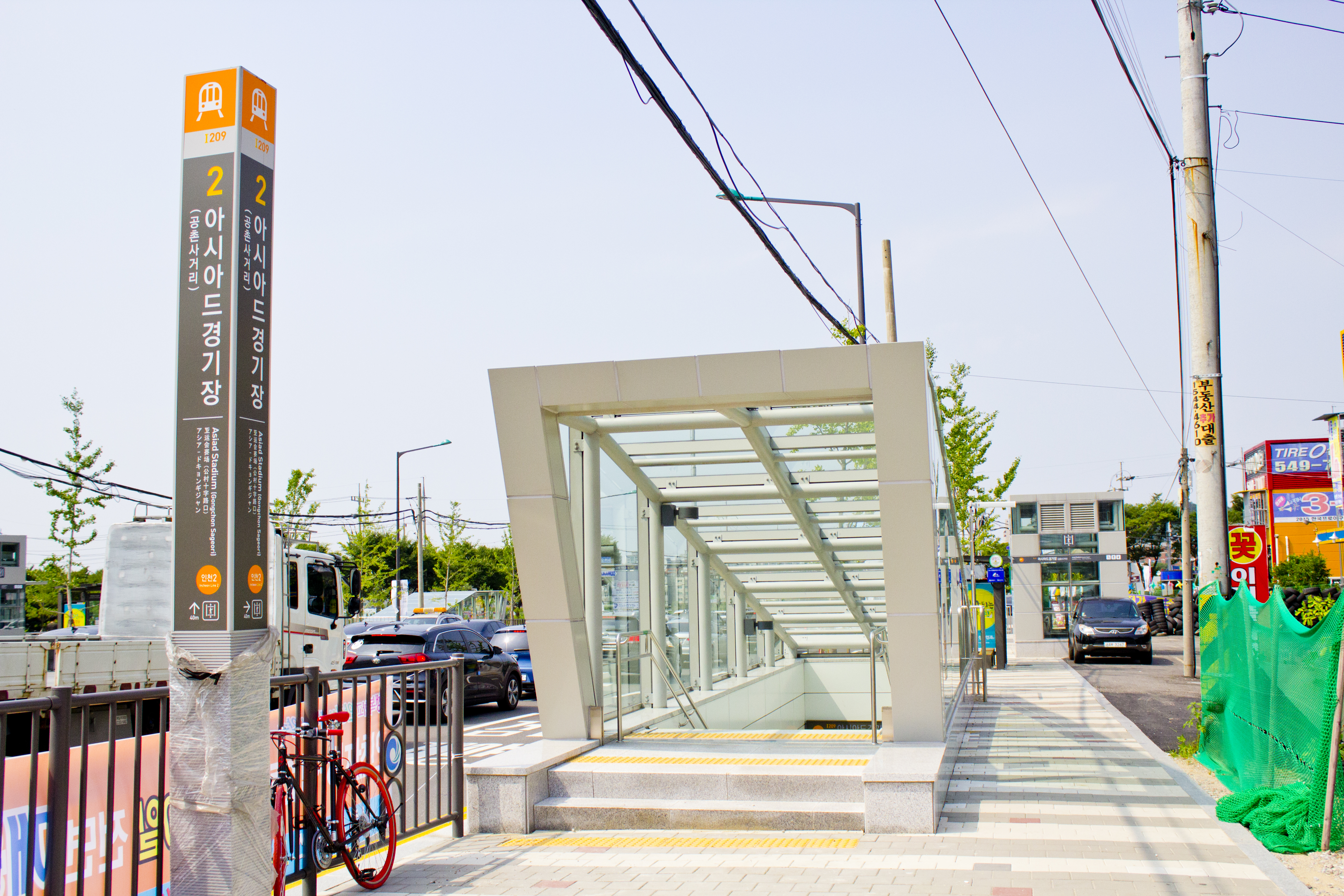
2號出口
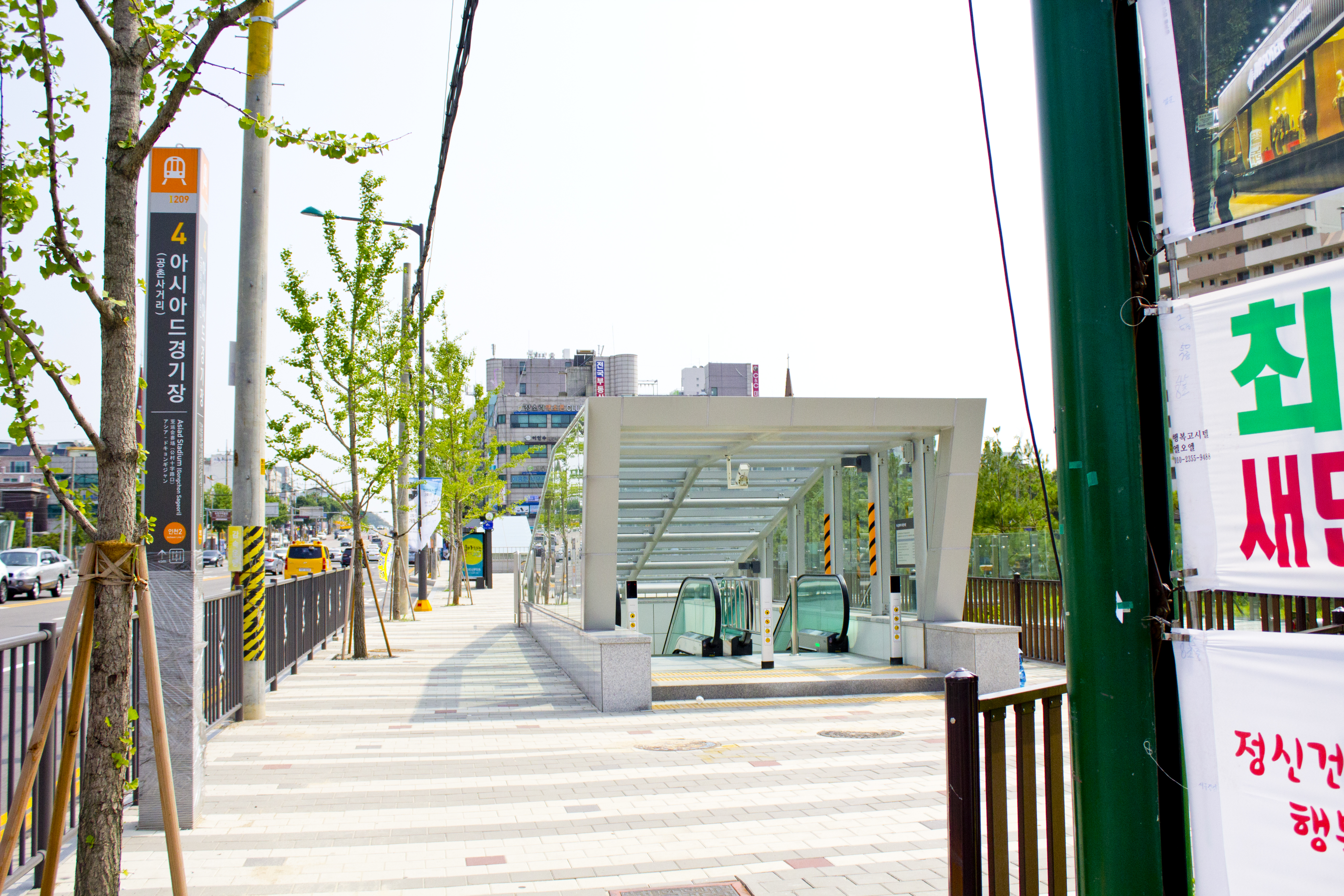
4號出口

## 相鄰車站
仁川交通公社
●仁川都市铁道2号线
黔石（I208）－亞運會賽場（I209）－西區廳（I210）